# 葉砥
叶砥（1342年—1421年），字周道，一字履道，号坦斋，浙江上虞人。明朝政治人物，進士。
明洪武四年（1371年），中三甲五十一名进士。官定襄县丞。有学问，通经史。建文年间，为翰林院编修，后改为广西按察使。永樂年初，因修改史书中关于靖难事而被逮捕，后事情平反后仍修史书。后历任考功郎中、《永乐大典》编辑，侍讲东宫，后在饶州知府任上去世，有功绩。著有《坦斋文集》。